# Redoksni indikator
Redoksni indikator (oksidaciono-redukcioni indikator) je indikator koji menja boju na specifičnom elektrodnom potencijalu. Relativno mali broj klasa organskih sistema se mogu koristiti kao indikatori. Ograničavajuće svojstvo je brzina uspostavljanja hemijske ravnoteže redoks sistema pri promeni potencijala.
Redoksni indikatori se dele u dve grupe:
- metalni organski kompleksi (npr. fenantrolin)
- organski redoks sistemi (npr. metilen plavo)

Ponekad se obojeni neorganski oksidansi ili reduktansi (npr. kalijum manganat, kalijum dihromat) inkorektno nazivaju redoks indikatorima. Oni se ne mogu klasifikovati kao redoks indikatori zato što ireverzibilno reaguju.
Skoro svi organski redoks sistemi koriste proton u elektrohemijskim reakcijama. Iz tog razloga se redoks indikatori takođe mogu podeliti u: nezavisne i zavisne od pH vrednosti.

## Redoksni indikatori koji su nezavisni od
| Indikator                           |       | Boja oksidovane forme | Boja redukovane forme |
| ----------------------------------- | ----- | --------------------- | --------------------- |
| 2,2'-bipiridin ( kompleks)          | +1.33 | bezbojan              | žut                   |
| Nitro fenantrolin ( kompleks)       | +1.25 | cijan                 | crven                 |
| N-fenilantranilna kiselina           | +1.08 | ljubičasto-crven      | bezbojan              |
| 1,10-Fenantrolin ( kompleks)        | +1.06 | cijan                 | crven                 |
| N-etoksikrisoidin                    | +1.00 | crven                 | žut                   |
| 2,2`-Bipiridin ( kompleks)          | +0.97 | cijan                 | crven                 |
| 5,6-Dimetil fenantrolin ( kompleks) | +0.97 | žuto-zelen            | crven                 |
| o-Dianizidin                        | +0.85 | crven                 | bezbojan              |
| Natrijum difenilamin sulfonat       | +0.84 | crveno-ljubičast      | bezbojan              |
| Difenilbenzidin                     | +0.76 | ljubičast             | bezbojan              |
| Difenilamin                         | +0.76 | ljubičast             | bezbojan              |
| Viologen                            | -0.43 | bezbojan              | plav                  |

## Redoksni indikatori koji su zavisni od
| Indikator                                                                   | na =0 | na =7 | Boja oksidovane forme | Boja redukovane forme |
| --------------------------------------------------------------------------- | ----- | ----- | --------------------- | --------------------- |
| Natrijum 2,6-dibromofenol-indofenol ili natrijum 2,6-dihlorofenol-indofenol | +0.64 | +0.22 | plav                  | bezbojan              |
| Natrijum o-krezol indofenol                                                 | +0.62 | +0.19 | plav                  | bezbojan              |
| Tionin (sin. Lautovo ljubičasto)                                            | +0.56 | +0.06 | ljubičast             | bezbojan              |
| Metilen plavo                                                               | +0.53 | +0.01 | plav                  | bezbojan              |
| Indigotetrasulfonska kiselina                                               | +0.37 | -0.05 | plav                  | bezbojan              |
| Indigotrisulfonska kiselina                                                 | +0.33 | -0.08 | plav                  | bezbojan              |
| Indigo karmin (sin. Indigodisulfonska kiselina                              | +0.29 | -0.13 | plav                  | bezbojan              |
| Indigomono sulfonska kiselina                                               | +0.26 | -0.16 | plav                  | bezbojan              |
| Fenosafranin                                                                | +0.28 | -0.25 | crven                 | bezbojan              |
| Safranin T                                                                  | +0.24 | -0.29 | crveno-ljubičast      | bezbojan              |
| Neutralno crveno                                                            | +0.24 | -0.33 | crven                 | bezbojan              |